# Позу-Алегрі (мікрорегіон)

Позу-Алегрі на карті штату Мінас-Жерайс

Позу-Алегрі (порт. Microrregião de Pouso Alegre) — мікрорегіон в Бразилії, входить в штат Мінас-Жерайс. Складова частина мезорегіону Південь і південний захід штату Мінас-Жерайс (мезорегіон). Населення становить 320 419 чоловік на 2006 рік. Займає площу 4917,317 км². Густота населеняя — 65,2 чол./км².

## Склад мікрорегіону
До складу мікрорегіону включені наступні муніципалітети:
1. Бон-Репозу
2. Борда-да-Мата
3. Буену-Брандан
4. Камандукая
5. Камбуї
6. Конгоньял
7. Коррегу-ду-Бон-Жезус
8. Еспіріту-Санту-ду-Дораду
9. Естіва
10. Естрема
11. Гонсалвіс
12. Іпіюна
13. Ітапева
14. Муньос
15. Позу-Алегрі
16. Сапукаї-Мірін
17. Сенадор-Амарал
18. Сенадор-Жозе-Бенту
19. Токус-ду-Можи
20. Толеду

| Бразилія | Це незавершена стаття з географії Бразилії. Ви можете допомогти проєкту, виправивши або дописавши її. |